# 塩化チタン(II)
塩化チタン(II)（えんかチタン、titanium(II) chloride）とは、組成式が TiCl2 と表される無機化合物で、チタンの塩化物の一種。二塩化チタンとも呼ばれる。水で容易に分解し、空気中で加熱すると発火する黒色の固体。
塩化チタン(IV) や塩化チタン(III) よりも一般に高価だが、市販品が入手可能である。4族元素のチタンで最も安定な価数は +4価であるため、+2価の塩化チタン(II) は強い還元力を持つ。さらにルイス酸としての配位性を持つことを利用して、合成反応における反応試剤としての用途がいくつか知られる。

## 合成
塩化チタン(II) の合成法として代表的なものは、熱による塩化チタン(III) の不均化反応である。副生する塩化チタン(IV) が揮発し、塩化チタン(II) が残る。
{\displaystyle {\ce {2TiCl3\ +{\mathit {heat}}}}}(500℃){\displaystyle {\ce {->TiCl2\ +TiCl4\uparrow }}}
塩化チタン(IV) を熱した石英ガラス管中で水素により還元して得る手法も知られる。

## 結晶構造
塩化チタン(II) の結晶構造はヨウ化カドミウム型である。6個の塩化物イオンが作る正八面体の中心にチタン(II)イオンが位置する。

## 用途

### C-C結合生成
アルデヒドまたはケトンに塩化チタン(II) と亜鉛、または塩化チタン(IV) と亜鉛とを作用させるとピナコールカップリングが起こり、メソ体の 1,2-ジオールが選択的に得られる。この反応は向山光昭らによって報告された。
{\displaystyle {\ce {2R-CHO\ + TiCl2\ + Zn -> R-CH(OH)-CH(OH)-R}}}
向山らはさらにこの C-C結合生成反応を、タキソール骨格のシクロヘキセン環合成へと展開させた。
塩化チタン(II) と銅の組み合わせにより、α-ブロモケトンまたはチオエステルをアルデヒドと還元的に縮合させられる。この反応も高い立体選択性を示す。
R-CHO + Br-CH(R')-C(=O)-R'' + TiCl2 + Cu -> R-CH(OH)-CH(R')-C(=O)-R''

### 還元反応
ニトロ化合物に塩化チタン(II) を加えると、還元が起こり対応するアミンが得られる。
R–NO
2 + TiCl
2  →  R–NH
2